# Karl Johann von Dietrichstein

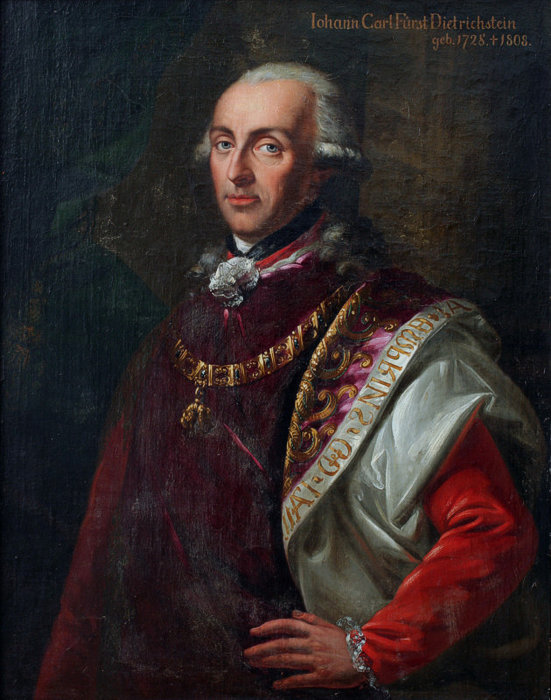
Karl Johann von Dietrichstein-Proskau-Leslie

Fürst Karl Johann Baptist Walther von Dietrichstein-Proskau-Leslie (* 7. Juni 1728; † 25. Mai 1808 in Wien) war k.k Staatsmann und Ritter des goldenen Vließes, ferner war er k.k außerordentlicher Gesandter und bevollmächtigter Minister in Kopenhagen und 7. Reichsfürst von Dietrichstein.

## Herkunft
Seine Eltern waren der Fürst Karl Maximilian Philipp Franz Xaver von Dietrichstein (* 28. April 1702; † 24. Oktober 1784) und seine Ehefrau, die Gräfin Maria Anna Josepha von Khevenhüller († 4. Oktober 1764), Sternkreuzordensdame. Seine Mutter war eine Tochter des Grafen Sigmund Friedrich von Khevenhüller und von Ernestine, geborenen Gräfin von Orsini und Rosenberg, sowie eine Schwester des Fürsten Johann Joseph von Khevenhüller-Metsch (1706–1776), kaiserlichen Staats- und Konferenzministers und Obersthofmeisters.

## Leben
Er wurde 1750 zum k. k. Kämmerer, 1756 aber zum außerordentlichen Gesandten und bevollmächtigten Minister am königlich dänischen Hofe ernannt. Dieser Posten war in der Zeit des Siebenjährigen Krieges als Beobachtungsposten besonders wichtig und er verblieb auf dem Posten bis zum Friede von Hubertusburg im Jahr 1763. Nach seiner Rückkehr wurde er wirklicher Geheimer Rat, erhielt 1764 das Amt eines k. k. Oberst-Stallmeisters und 1767 den Orden vom Goldenen Vließ (Nr. 782).
Der Fürst war ein Vertrauter des Kaisers Joseph II. und begleitete den Kaiser auf seiner ersten Reise in das Banat, 1769 nach Italien. Dort befand er sich während des Konklave im Februar 1769 in Rom, anschließend reiste er nach Neapel, Florenz, Parma, Turin und Mailand.
Im Jahr 1770 wurde er nach Böhmen und Mähren geschickt, um dort eine Hungersnot abzuwenden. Auch als Friedrich II. sein Lager bei Neisse aufbaute, schickte der Kaiser Dietrichstein dorthin. Zusammen mit dem Fürsten von Rosenberg und dem Feldmarschall Graf von Lacy war Dietrichstein der engste Berater des Kaisers. Er galt als humorvoll und freimütig.
Am 1. Mai 1779 überschrieb ihm sein Vater den Titel und die Fideicommissherrschaften Proskau und Chrzelitz. 1782 verkaufte er die Herrschaften an den preußischen König. Am 8. Februar 1802 starb Anton von Leslie, der letzte Graf Leslie. Da der erste Graf Leslie, Walter Leslie (1607–1667), mit seiner Ehefrau, einer geborenen Dietrichstein, keine Kinder hinterließ und testamentarisch bestimmt hatte, dass im Falle des Aussterbens der Nachkommen seines Bruders das Haus Dietrichstein nachfolgeberechtigt sei, erbte nun Dietrichstein die Herrschaften Ober-Pettau und Neustadt an der Mettau und wurde als Senior Obersthof- und Landjägermeister in der Steiermark und Oberstmundschenk in Kärnten. 1803 wurde die Herrschaft Trasp an die Helvetische Republik abgetreten, dafür erhielt Karl Johann von Dietrichstein vom Reichsdeputationshauptschluss am 25. Februar 1803 die reichsunmittelbare Herrschaft Neu-Ravensburg in Oberschwaben (bis dahin Fürstabtei St. Gallen).
An der Entwicklung der Freimaurerei in Österreich war er ebenfalls führend beteiligt. 1784 erfolgte die Gründung der „Großen Landesloge von Österreich“, wobei Karl Johann von Dietrichstein das Amt des Großmeisters übernahm. Im Dezember 1785 erließ Joseph II. das Freimaurerpatent, das die Logen zwar der staatlichen Kontrolle unterwarf, ihre Anzahl beschränkte und die behördliche Meldung der Mitglieder verlangte, die Freimaurerei in den habsburgischen Erblanden aber auch legalisierte.

## Familie
Er heiratete am 30. Januar 1764 die Gräfin Marie Christine von Thun und Hohenstein (* 25. April 1738; † 4. März 1788), Tochter des Grafen Johann Joseph Anton von Thun und Hohenstein (1711–1788), Majoratsherr auf Tetschen, Klösterle und Choltitz, und der Maria Christiane, geborenen Gräfin von Hohenzollern-Hechingen (1715–1749). Seine Ehefrau war Hofdame der Kaiserin Maria Theresia, bis zu deren Tod 1780. Danach war sie Gesellschafterin von deren Sohn, Kaiser Josephs II. Sie hatte mit Dietrichstein mehrere Kinder:
- Joseph Johann (1764–1765)
- Maria Josepha (1766–1766)
- Franz Seraph Joseph Carl Johann Nepomuc Quirin (* 28. April 1767; † 10. Juli 1854), 8. Fürst von Dietrichstein ⚭ 1797 Gräfin Alexandra Andrejewna Shuvalova (* 19. Dezember 1775; † 10. November 1845), Tochter des Grafen Andrei Petrowitsch Schuwalow und der Gräfin Jekaterina Petrowna Schuwalowa, Tochter des Generalfeldmarschalls Graf Pjotr Semjonowitsch Saltykow
- Maria Theresia Johanna Nepomucena Josepha Juliana (* 11. August 1768; † 16. September 1821)

⚭ 1787 (Scheidung 1788) Graf Philipp Kinsky von Wchinitz und Tettau (* 4. August 1741; † 14. Februar 1827)
⚭ 1807 Graf Maximilian Friedrich von Merveldt (* 29. Juni 1764; † 5. Juli 1815), Feldmarschall-Lieutenant
- Ludovica Josepha (1769–1771)
- Johann Baptist Karl (* 31. März 1772; † 10. März 1852)
- Moritz Johann Nepomuk (* 19. Februar 1775; † 27. August 1864), 10. Fürst von Dietrichstein ⚭ 1800 Gräfin Maria Theresia von Gilleis (* 16. Januar 1779; † 3. September 1860),[4] Sternkreuzordensdame, Tochter des Freiherrn Johann Christoph Julius von Gilleis und der Maria Anna, geborenen Gräfin von Spindler[5][6] Schwester des Grafen Johann Julius von Gilleis (* 1783), Herrn der Herrschaften Kattau, Therasburg, Missingdorf und Vestenthal, k. k. Kämmerer und Bergrat[7]
- Joseph Franz Johann (* 28. Februar 1780; † 7. Januar 1801)

Nachdem seine erste Ehefrau 1788 wenige Tage nach dem achten Geburtstag des letztgeborenen Kindes gestorben war, heiratete der Fürst noch einmal, allerdings erst 74-jährig, am 23. Juli 1802 in Wien die 45-jährige Maria Anna von Baldtauff (Anna Baldauf;* 6. Februar 1757; † 25. Februar 1815). Sie war die Tochter des Wiener Großhändlers bzw. bürgerlichen Schwertfegermeisters Melchior Baldauf und seiner Frau Maria Theresia. Sie war auch die Schwester eines Fiakers und wurde „die schöne Nandel“ oder „la belle chocoladière“ (das schöne Schokoladenmädchen) genannt. Ein Pastellbild aus den 1780er Jahren soll sie mit weißer Dienstmädchenhaube und weißer Schürze darstellen, eine Tasse mit Schokoladeservice in beiden Händen haltend. Der Fürst starb, 80-jährig unter Kuratel (ab 1804), am 25. Mai 1808 in Wien. Die Fürstin Nandel starb während des Wiener Kongresses am 25. Februar 1815 im 58. Lebensjahr (Fürstin Nannerl auf dem Wiener Kongress). Die Ehe blieb kinderlos. 

„Die durchlauchtige Fürstinn Maria Anna von Dietrichstein, geborne von Baldauf, bestimmte in ihrem Testamente vom Jahre 1814 eine Summe von 6000 fl., wovon die Interessen drey armen, sittlichen und älternlosen Wiener Bürgerstöchtern jährlich als Ausstattung gegeben werden sollen. Der Präsentant ist Herr Ritter von Baldauf. Die Gesuche werden dem Wiener Magistrate überreicht. (Im Jahre 1828 wurden fünf dieser Stiftungsbeträge jeder zu 100 fl. C. M. angebothen.) Aehnliche Ausstattungen hat die k. k. Verwaltung der städtischen Stiftungen in Salzburg, von Herrn v. Hafner gestiftet, und das k. k. Kreisamt V. U. W W. jene von Herrn Widman gestiftet, an sittliche und arme Mädchen zu verleiben.“